# Холмы (городской округ Солнечногорск)
Холмы — деревня в Московской области России. Входит в городской округ Солнечногорск.

## География
Деревня расположена на северо-западе Московской области, в западной части округа.
С севера к Холмам примыкают деревни: Бунтеиха, Стародальня, с юга —  Покров. Деревня Безверхово находится к северо-западу. Деревня Радумля находится в 8-ми километрах к юго-западу. 

## Население
| 1852 | 1859 | 1890 | 1899 | 1926 | 1966 |
| ---- | ---- | ---- | ---- | ---- | ---- |
| 91   | ↗124 | ↗136 | ↘108 | ↗163 | ↘37  |
| 1998 | 2002 | 2010 |      |      |      |
| ↘3   | →3   | ↗4   |      |      |      |

## История
С 1994 до 2006 гг. деревня входила в Кировский сельский округ Солнечногорского района.
С 2005 до 2019 гг. деревня включалась в Пешковское сельское поселение Солнечногорского муниципального района.
С 2019 года деревня входит в городской округ Солнечногорск, в рамках администрации которого относится с территориальному управлению Пешковское.